# Charles-Henri Filippi
Pour les articles homonymes, voir Filippi.
 (décembre 2017).
Si vous disposez d'ouvrages ou d'articles de référence ou si vous connaissez des sites web de qualité traitant du thème abordé ici, merci de compléter l'article en donnant les références utiles à sa vérifiabilité et en les liant à la section « Notes et références ».
Charles-Henri Filippi, né le 15 août 1952 à Boulogne-Billancourt, est un chef d'entreprises français, anciennement associé-gérant chez Lazard, actuellement Chairman de la filiale française de la banque Evercore.

## Biographie

### Jeunesse et études
Il est diplômé de l'Institut d'études politiques de Paris en 1975. Il obtient parallèlement une maîtrise d'économie. Il prépare le concours de l'École nationale d'administration à l'IEP, et y est admis. Il en sort major de la voie économique en 1979.

## Ouvrages
Filippi est l'auteur de deux ouvrages, L'Argent sans maître et Les 7 péchés du capital : Racines et portée de la crise.